# Петро Іваненко (Петрик)
Пе́тро (Петрик) Іване́нко (Петро Іванович Сулима) — політичний діяч кінця XVII — початку XVIII ст., гетьман Ханської України.
Рік народження невідомий. Родом, очевидно, з Нового Санжарова на Полтавщині або з Полтави, бо там жили його родичі. Родичався із полтавським полковником Федором Жученком, Іваном Іскрою та генеральним писарем Василем Кочубеєм; є версія, що він — син 4-ї дочки Ф. Жученка, сестри жінок І. Іскри та В. Кочубея; інша версія: дружина Петрика — Жученкова онука.
Рано осиротів, жив у школі, згодом навчався в Київській колегії.
Служив канцеляристом у Генеральній військовій канцелярії Івана Мазепи (1691). В 1691 році подався на Запоріжжя, де став військовим писарем. Існує версія, що Петра Іваненка звали Петриком із подачі Івана Мазепи, який цим хотів принизити свого опонента.

## Повстання Петрика
23 квітня 1692 року у супроводі 60 козаків рушив до Казикермену, де 26 травня уклав Вічний мир між Україною та Кримом (Вічний мир із ясновельможним його милістю ханом і з усією державою Кримською видільного Київського та Чернігівського князівства і всього Запорозького городового війська і народу Малоросійського). Ця угода оголошувала Україну «видільною» (незалежною) державою. Після цього Петрик оголосив антимосковське повстання, видавши в липні 1692 року свої універсали, та з Казикермену переїхав до Перекопу.
У липні 1692 року обраний гетьманом України, розпочав боротьбу за допомогою кримського війська проти Москви та Мазепи (походи 1692, 1693, 1694, 1696 років).
Обложену Новобогородицьку фортецю взяти йому не пощастило, з орільських сотень йому піддалося два міста: Китайгород і Царичанка.
Повторну акцію Петрик здійснив у січні 1693 року, пішовши на землі Полтавського полку з татарами; ходив у походи ще 1694 і 1696 років, але успіху не мав.
Таким чином, підняти ніякого повстання Петрик не зумів, козаків при собі мав небагато (бл. 500) і міг вести тільки локальні дії.
В 1698–1709 (1712?) (з перервами) роках — гетьман Ханської України (частина Південної України між Південним Бугом і Дністром), яка належала до Кримського ханства.
Петрик був одним із поборників незалежності Козацької держави.

## Цитати Петрика
«Якщо й нині не підете за мною, то віддасте те, що загубите, ваші вольності, а Україну довіку з московського підданства не визволите… Москва вас з Січі вижене, вольності ваші військові відбере».
«Гей, Українці, начувайтеся. Коли тепер не здобудемо волі своєму народу — вічно зостанемося московськими рабами».